# Theater am Marientor
Das Theater am Marientor (kurz: TaM) ist ein Theatergebäude in Duisburg.

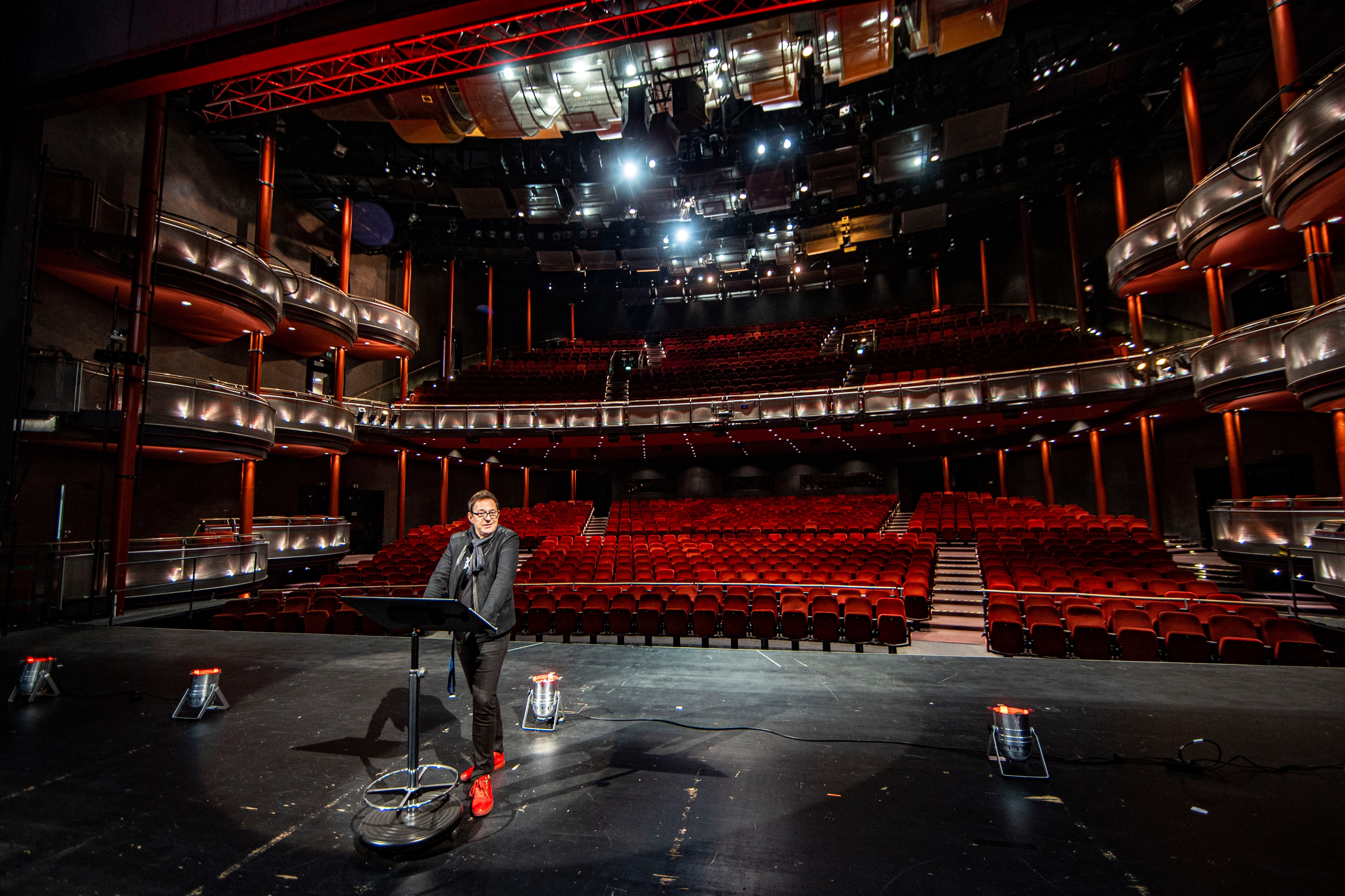
Großer Theatersaal

Es entstand 1995 nach Bauplänen des Architekten Helmut Kohl und diente der Stella AG von Januar 1996 bis November 1999 als Bühne für ihre Musicalproduktion Les Misérables. Die Stadt hatte das Grundstück für den Theaterbau günstig zur Verfügung gestellt. Im Zuge des Insolvenzverfahrens des Betreibers wurde das Musical im Jahr 1999 eingestellt. Eine Immobilientochter der Stadt kaufte das Theatergebäude daraufhin zurück.
Es hat 1524 Sitzplätze und diente als Ausweichbühne für die Duisburger Philharmoniker, bis die neue Mercatorhalle innerhalb des City Palais am 21. April 2007 eröffnete. Derzeit wird das Theater am Marientor insbesondere von Show- und Tourneeproduktionen bespielt. Mittlerweile ist es auch Casting-Ort unterschiedlicher TV-Produktionen wie unter anderem You Can Dance (SAT 1) oder Popstars (PRO 7). Nach zehn Castings für das Format Das Supertalent des Fernsehsenders RTL im August 2009 fand im Juni 2010 erneut ein Popstars-Casting in dem Duisburger Theater statt. Außerdem wurden DVD-Aufnahmen für Mirja Boes sowie mehrfach der Jahresrückblick von Dieter Nuhr für das ZDF aufgezeichnet.
Nach dem Weihnachtsmusical Vom Geist der Weihnacht im November und Dezember 2007 wurde mit den Shows Elvis und Blues Brothers – I’m a Soulman des Berliner Produzenten Bernhard Kurz im September und Oktober 2008 eine Show-Veranstaltung mit insgesamt 30 Spieltagen im Theater am Marientor aufgeführt. Die weltbesten US-amerikanischen Imitatoren der Reihe Stars in Concert, welche ganzjährig im Berliner Hotel Estrel gespielt wird, haben bisher etwa 3,3 Mio. Besucher an weltweiten Aufführungsorten verfolgt. Mit der Show ABBA – Thank You for the Music kam die Berliner Produktion im Oktober 2009 erneut in das Theater am Marientor.
Im Dezember 2008 wurde das Weihnachtsmusical Der kleine Lord mit der Musik von Konstantin Wecker, welches seine Weltpremiere im Jahr 2007 in Frankfurt am Main und München hatte, in Duisburg präsentiert.
2009 konnte sich das Theater am Marientor mit internationalen Produktionen wie Steve Winwood, Ultravox und The Cult als Veranstaltungsort für Konzerte etablieren.
Mehrere Shows wurden für das Fernsehen aufgezeichnet, z. B. Johann Königs Programm Total Bock auf Remmi Demmi, Ralf Schmitz′ Programm Schmitzophren und Sascha Grammels Ich finds lustig.
Die Produktion The Dome wurde im Dezember 2011 produziert. Die versteckte Kamera (ZDF) wurde 2016 und 2017 live aus dem TaM übertragen.
Während der Schließung der Mercatorhalle im August 2012 war das TaM wieder die Spielstätte der Duisburger Philharmoniker. Durch den Einbau einer Steuerung für die Raumakustik kann der Saal die Anforderungen an eine Konzerthalle für Kammer- bis Philharmonische Konzerte erfüllen.
Von 2014 bis 2019 waren Erfolgsproduktionen wie MOZART!, Disney’s Die Schöne und das Biest, Elisabeth, Mamma Mia und Jesus Christ Superstar zu sehen.
Am 25. Februar 2018 feierte das Wolfgang Petry Musical WAHNSINN! seine Premiere.
2020 wurde das Theater von einem Duisburger Unternehmen übernommen, und nahm 2022, nach Nutzung als Impf- und Testzentrum während der Corona-Pandemie sowie technischer Aufrüstung, den Theaterbetrieb wieder auf.